# Paracanthurus
Paracanthurus is een monotypisch geslacht van doktersvissen uit de orde van de baarsachtigen (Perciformes).

## Soorten
- Paracanthurus hepatus (Linnaeus, 1766) – Picasso-doktersvis